# Luz de piedra de luna
«Luz de piedra de luna» es una canción de la cantante chilena Javiera Mena. Fue lanzada el 20 de agosto de 2012, como parte de su álbum Mena.

## Video musical
El video musical fue lanzado en YouTube el 19 de agosto de 2012. Tiene una duración de cuatro minutos con cincuenta y cuatro segundos y fue dirigido por la productora Canadá.

## Listas musicales
| Año  | Listas              | Posiciones |
| ---- | ------------------- | ---------- |
| 2012 | Chile Singles Chart | 77         |